# Угощението на Бабет
„Угощението на Бабет“ (на датски: Babettes Gæstebud) е датски филм от 1987 година, драма на режисьора Габриел Аксел по негов собствен сценарий, базиран на едноименния разказ на Карен Бликсен.
В центъра на сюжета е френска бежанка от разгрома на Парижката комуна, която дълги години работи като прислужница на две бедни възрастни сестри, ръководещи малка пиетистка група в дълбоката датска провинция. След като неочаквано печели голяма сума от лотарията, тя решава да я похарчи изцяло, вдигайки за местните жители екстравагантно луксозен банкет, при което става ясно, че в миналото си тя е била сред най-известните готвачи в Париж. Главните роли се изпълняват от Стефан Одран, Бригите Федерспил, Бодил Кер.
„Угощението на Бабет“ получава наградата „Оскар“ за чуждоезичен филм.